# کراشک
کراشک (به لهستانی:  Krasik) یک روستا در لهستان است که در گمینا پارادژ واقع شده‌است.